# Wara
Wara es una banda de folk rock y folk progresivo de Bolivia fundada en la ciudad de La Paz a comienzos de los años 70'.

## Historia

### Inicios
Wara inició su actividad en 1972, cuando Dante Uzquiano y Omar León se conocieron en un viaje de regreso de Buenos Aires a la ciudad de La Paz. Luego se les unieron el guitarrista Jorge Comori, el tecladista Pedro Sanjinés y el baterista Jorge Cronembold. Poco tiempo después se incorporó al grupo Carlos Daza. Esta primera conformación, sin embargo, cambió cuando Comori dejó el grupo y se les unió el cantante orureño Nataniel Gonzales. Así grabaron su primer LP, titulado Inca, no participó Dante Uzquiano (que en palabras de Uzquiano )"fue resultado de la experimentación musical, de la investigación y vivencias en el mundo andino”.

### Separación en dos bandas distintas
Luego de trabajar en varios discos juntos, en 2014 los fundadores de la banda tomaron rumbos distintos. Daza y León crearon "La Luz de la Estrella Wara" y Cronembold y Uzquiano crearon la "Agrupación Boliviana Wara". Actualmente, ambos grupos utilizan el nombre Wara, lo que ha generado bastantes roces entre ellos.
En la actualidad, La Luz de la Estrella Wara está integrada por Carlos Daza (guitarrista y compositor), Omar León (bajista y compositor), Nicolás Suárez (teclados), Omi León (batería), Fernando Jiménez (quena), Marco Antonio Jiménez (zampoña), Luis Alejandro Huanca (charango) y Adalid Cotjiri (voz). El 27 de abril de 2022 Omi León, baterista de la banda e hijo de Omar León, murió prematuramente a los 30 años.
Por su parte, la Agrupación Boliviana Wara cuenta con la presencia constante de Uzquiano y Cronembold.

## Discografía
- El Inca  - 1973
- Maya - 1975
- Paya - 1976
- Oriental - 1977
- Quimsa - 1978
- Pusi - 1982
- Pheska 1989
- Sojta - 1992
- Paqallqu - 1997
- El Inca (reedición) - 2001
- Wasitat hikisiñasawa - 2001
- Oruro - 2002
- Wara Sinfónico (DVD) - 2011
- Pusitunka Marani (DVD) - 2013
- Kimsaqallqu - 2015